# Oświęcim
Oświęcim (em alemão: Auschwitz; pronúncia polonesa: /ɔˈɕfjɛɲtɕim/; pronúncia alemã: /'aʊʃvɪts/) é um município da Polônia, na voivodia da Pequena Polônia e no condado de Oświęcim. Estende-se por uma área de 30 km², com 38 678 habitantes, segundo os censos de 2019, com uma densidade de 1289,3 hab/km².
O nome alemão tradicional Auschwitz, datante do século XIV, hoje remete mais comumente aos campos de extermínio de Auschwitz-Birkenau, construídos nesta localidade pela Alemanha nazista durante a Segunda Guerra Mundial.